# Pulau Siopasabeu
Pulau Siopasabeu är en ö i Indonesien.   Den ligger i provinsen Sumatera Barat, i den västra delen av landet, 800 km nordväst om huvudstaden Jakarta. Arean är 1,3 kvadratkilometer.
Terrängen på Pulau Siopasabeu är platt. Öns högsta punkt är 46 meter över havet. Den sträcker sig 1,6 kilometer i nord-sydlig riktning, och 1,2 kilometer i öst-västlig riktning.  I omgivningarna runt Pulau Siopasabeu växer i huvudsak städsegrön lövskog.